# Carex omurae
Carex omurae är en halvgräsart som beskrevs av Tetsuo Michael Koyama. Carex omurae ingår i släktet starrar, och familjen halvgräs. Inga underarter finns listade i Catalogue of Life.